# 朴起杓
朴起杓（：／，1989年6月19日—）是韩国的演员、艺人和企业家。现为韩国街头时尚先锋公司“安全地带韩国株式会社”的代表。2008年出演了有线电视节目《我是宠物》第五季，自2009年参加苹果iPhone 1的广告起，开启了身兼广告模特和艺人的双重身份。 目前，他作为“安全地带韩国株式会社”的代表，同时开展艺人经纪业务和娱乐业务，并推进多项业务。

## 经历

### 作为时尚偶像的活动
“SUNJUNG INTERNATIONAL” 成立于1986年，朴起杓作为该公司旗下品牌安全地带的第二代经营者，将品牌更新换代，转型为具有现代气息的品牌，在MZ世代中广受欢迎。 他已成为自由的象征和时尚的偶像。2018年由星连集团成立的公司的更名为“安全地带韩国株式会社”。

### 出演电视节目
2008年，通过《我是宠物 第五季-宠物男饲养记》首次亮相电视，于2020年出演了SBS早间电视剧《火鳥2020》。

## 获奖
- 为国争光的韩国人大奖 (2022)
- 韩国品牌力大奖时尚品牌部门 (2020)[8]
- 亚洲领袖大奖时尚品牌部门 (2019)